# Betsy Rue
Betsy Rue (28 de outubro de1986 em Sylmar, Los Angeles) é uma atriz norte-americana. Ela começou sua carreira como na série de televisão "Days of Our Lives", no qual ela desempenhou o papel de uma menina loira na Barra em 2005.
Betsy atuou na série de televisão "According to Jim", no qual ela desempenhou o papel de Gloria, em 2008. Ela é famosa por sua carreira e principalmente pelo seu papel na série de TV "O Dia do Julgamento".

## Carreira
No início de sua carreira em 2005 Rue atuou em Days of Our Lives no ano seguinte em uma serie de TV 2006 Still Standing como Brandy e também em 2006 Las Vegas, em 2007 em CSI: Crime Scene Investigation como Libby Cooperson no mesmo ano também atuou em: Unfabulous, Antes Só do Que Mal Casado, Journeyman, 'Til Death e How I Met Your Mother em 2008 em According to Jim e Navy NCIS: Naval Criminal Investigative Service em 2009 My Bloody Valentine 3D, Bones, Miss Março: A Garota da Capa, True Blood, Deep in the Valley, Halloween II, Eastwick, Woke up Dead, Icarly como Ginger Fox (uma paródia de Britney Spears) No ano de 2010 em Fake It Till You Make It nos episódios: Wayne Brady Tweets, Dine and Ditch, You Are What You Drive, Power Breakfast, Residual Income como Kathy Buttram no mesmo ano em Groupie, The Mentalist, 90210, é mas dois filmes que estão sendo produzidos: Sebastian e Hallow Pointe